# Aeroporto Municipal de Benson (Minnesota)
Aeroporto Municipal de Benson (IATA: BBB, ICAO: KBBB, FAA LID: BBB) é um aeroporto de uso público de propriedade da cidade localizado a 3 km a oeste do distrito central de negócios de Benson, uma cidade no condado de Swift, Minnesota, Estados Unidos.

## Instalações e aeronaves
O Aeroporto Municipal de Benson ocupa uma área de 331 acres (134 ha) e tem uma pista designada 14/32 com uma superfície de asfalto medindo 4.000 por 75 pés (1.219 x 23 m). Durante o período de 12 meses encerrado em 31 de julho de 2006, o aeroporto teve 5.100 operações de aeronaves, uma média de 13 por dia: 98% de aviação geral e 2% de táxi aéreo. Existem 12 aeronaves baseadas neste aeroporto: 92% monomotores e 8% ultraleves